# Bocquetia rosea
Bocquetia rosea är en kräftdjursart som beskrevs av Pawlik 1987. Bocquetia rosea ingår i släktet Bocquetia och familjen Chthamalophilidae. Inga underarter finns listade i Catalogue of Life.